# عصوية (نبات)
العَصَوِيَّة أو ذيل القط (الاسم العلمي: Phleum)، هو جنس يضم نباتات حولية ومعمرة ضمن الفصيلة النجيلية. الجنس موطنه أوروبا وآسيا وشمال إفريقيا، مع نوع واحد يوجد (P. alpinum) في أمريكا الشمالية والجنوبية.
وهي أعشاب عنقودية ارتفاعها من 20-150 سم، ولها نورات أسطوانية تشبه السنبلة وتحتوي على العديد من السنيبلات المكتظة بكثافة.
الأنواع
- Phleum alpinum – المناطق شبه القطبية والجبلية في أوراسيا والأمريكتين وجورجيا الجنوبية، إلخ.
- Phleum arenarium – غرب + جنوب أوروبا؛ البحر المتوسط
- عصوية المروج - أوروبا والشرق الأوسط
- Phleum boissieri - جنوب غرب آسيا
- Phleum × brueggeri - فرنسا، سويسرا
- Phleum crypsoides - سردينيا، اليونان، قبرص
- Phleum echinatum - إيطاليا، اليونان، البلقان، القرم
- Phleum exaratum - من إيطاليا إلى أوزبكستان
- Phleum gibbum - تركيا
- Phleum himalaicum - أفغانستان، باكستان، كشمير
- Phleum hirsutum - وسط أوروبا، البلقان، أوكرانيا، القوقاز
- Phleum iranicum - إيران
- Phleum montanum - من البلقان إلى إيران
- Phleum paniculatum - من إسبانيا إلى اليابان
- Phleum phleoides – من البرتغال + المغرب إلى شرق سيبيريا
- عصوية المروج – من البرتغال + المغرب إلى آسيا الوسطى؛ متجنس في شرق آسيا والأمريكتين، إلخ.
- Phleum subulatum - من البرتغال إلى باكستان
- Phleum × viniklarii - دَلْمَاسِيَة

شمل سابقا
العديد من الأنواع التي أعيد تصنيفها ضمن أجناس أخرى مثل: دوسر ثعلبية Beckmannia التمويه عند الحيوانات نجيل ذيل الكلب عنق الثيل Elytrophorus رقوءة Mnesithea Muhlenbergia ثيوم Pentameris بياريس ‏ ملتحية Polytrias سيسلرية Tribolium

## الزراعة والاستخدامات
العديد من الأنواع مهمة لتغذية الماشية وتبن للخيول والحيوانات الأليفة الأخرى.